# Opel Diplomat
Opel Diplomat – duży samochód osobowy produkowany przez należącą do koncernu General Motors niemiecką firmę Opel w latach 1964–1977.

## Geneza
Najbardziej luksusowymi samochodami produkowanymi początkowo przez Opla były modele Admiral i Kapitän, wprowadzone odpowiednio w 1937 i 1938 roku.
W roku 1964 do tej dwójki dołączył nowy Opel Diplomat. Powstała w ten sposób nowa rodzina pojazdów „KAD” (Kapitän, Admiral, Diplomat).

## Diplomat A
W lutym roku 1964 Opel wprowadził nową rodzinę sztandarowych modeli by zastąpić Opla Kapitäna P-LV 1959/1963. Początkowo samochody KAD (Opel Kapitän, Admiral p Diplomat; czasem nazywane „The Big Three” Opla) dostępne były z rzędowymi jednostkami sześciocylindrowymi o pojemności 2,6 l lub 2,8 l (100 lub 125 PS) oraz pochodzącymi od Chevroleta amerykańskimi silnikami 283-V8 4,6 l (190 PS) do których montowano dwubiegowe automatyczne skrzynie biegów Powerglide. Ten ostatni został wyparty przez motor 327-V8 (5,4 l – 230 PS) w październiku roku 1966. Jako topowy model Opla, Diplomat dostępny był tylko z silnikiem V8.

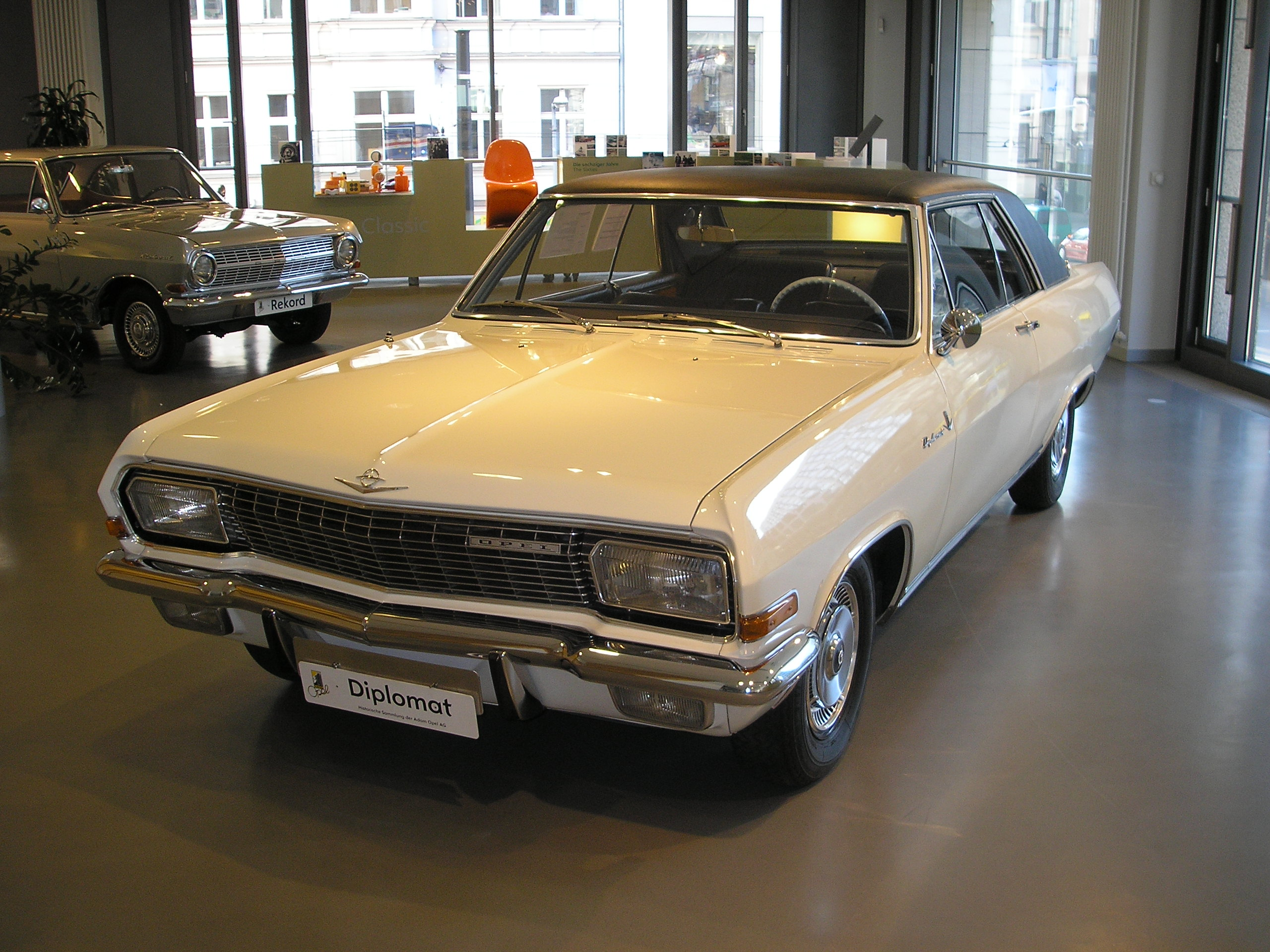
Opel Diplomat V8 Coupé

W latach 1965–1967 dostępny był także wariant Diplomat Coupé (tylko z silnikiem V8 327). Powstało 347 egzemplarzy tej serii. Coupé oparte było na nadwoziu zbudowanym przez Karmanna, cena samochodu wynosiła wówczas 25 000 marek niemieckich (za tę samą kwotę można było kupić siedem Volkswagenów Beetle).
We wrześniu 1967 roku rodzina modeli KAD przeszła modernizację. W tym samym czasie wprowadzono wersję HL (Hochleistung – jęz. niem. – wysokie osiągi) silnika R6 2,8 l (140 PS/138 hp) dla modeli Kapitän i Admiral.
Samochody znalazły stosunkowo mało zwolenników na rynku europejskim. Od lutego 1964 do listopada 1968 Opel wyprodukował łącznie 89 277 egzemplarzy samochodów z rodziny KAD (24249 Kapitänów, 55 876 Admiralów i 9152 Diplomatów). Dla porównania, ich poprzednik, Kapitän P-LV, sprzedał się w liczbie 145 618 egzemplarzy przez taki sam okres.

## Diplomat B

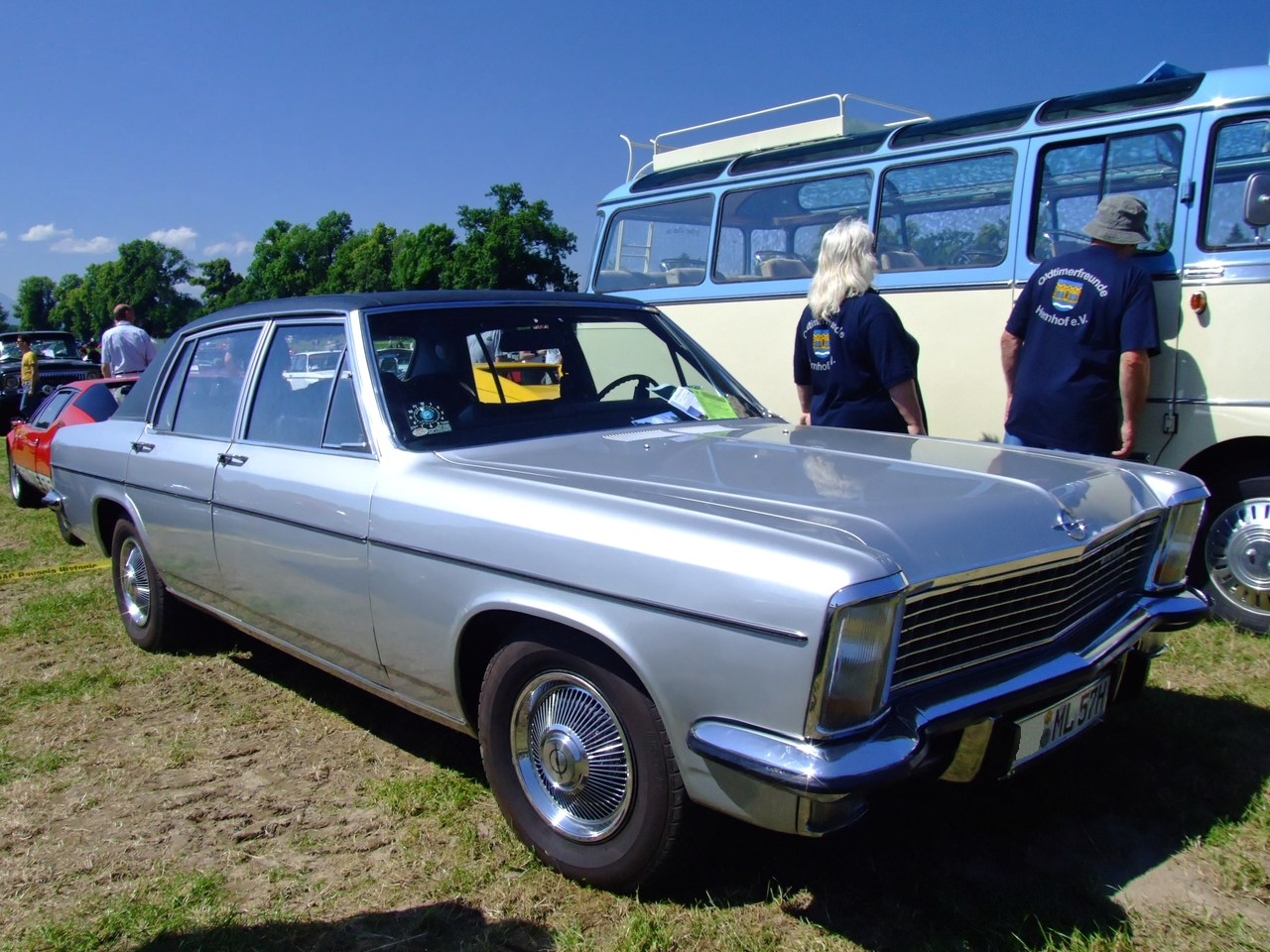
1972 Opel Diplomat B

W marcu roku 1969 Opel wprowadził nową wersję rodziny modeli KAD. Samochody otrzymały nowe nadwozia oraz nowsze podwozia z tylną osią De Dion. W stosunku do poprzedniej generacji odznaczały się one mniejszymi wymiarami zewnętrznymi. Modele Kapitän i Admiral były dostępne z silnikiem gaźnikowym R6 2,8 l, Diplomat mógł być wyposażony w ten sam silnik z wtryskiem paliwa (Diplomat E) lub w Chevroletowski motor 327-V8 (Diplomat V8), do którego montowano 3-biegową skrzynię Turbo-Hydramatic. Nadwozie nawiązywało stylistyką do samochodów amerykańskich.
Diplomat V-8 miał konkurować z nowymi Mercedesami 350 i 450 SE. Od maja 1973 roku Opel oferował Diplomata V8 z dłuższym rozstawem osi aby nie odstawać od Mercedesa.
W październiku 1971 lista standardowego wyposażenia Diplomata zawierała między innymi: halogenowe lampy przednie, antenę radiową wmontowaną w szybę przednią oraz sterowane elektronicznie lusterka wsteczne. Od stycznia 1972 zaprzestano montażu czterobiegowej skrzyni manualnej w Diplomacie E. We wrześniu tego samego roku zmodernizowano grill przedni.
Opel produkował modele do roku 1977, odniósł przy tym mały sukces rynkowy. Od marca 1969 do końcówki roku 1977 powstało 61 559 modeli rodziny KAD (4 976 Kapitänów, 33 000 Admirali 23 500 Diplomatów). Zostały one zastąpione w roku 1978 nowym Oplem Senatorem, charakteryzował się on mniejszymi wymiarami nadwozia oraz bardziej europejską stylistyką.
Diplomat V8 stanowił bazę pod budowę samochodu Bitter CD.